# Sondeo a boca de urna
Un sondeo a boca de urna (también conocido como encuesta a pie de urna o encuesta israelita) es una encuesta realizada a los votantes inmediatamente después de haber salido de las urnas. A diferencia del sondeo de opinión que pregunta por quién votaría el elector o alguna formulación similar, un sondeo a boca de urna pregunta por quién en realidad votó el elector. Los encuestadores, usualmente compañías especializadas contratadas por periódicos o diversos medios de comunicación, llevan a cabo encuestas a boca de urna para obtener una indicación temprana de cómo resultó una elección, dado que en muchas elecciones el resultado real puede tomar horas o incluso días para que se termine el conteo de votos.

## Propósito
Los sondeos a boca de urna se utilizan también para recolectar información sociodemográfica sobre los votantes y averiguar por qué votaron como lo hicieron. Debido a que los votos se realizan de forma anónima, las encuestas son la única forma de recolectar esta información.
Estas encuestas se han utilizado históricamente y en todo el mundo como una verificación de los resultados, pues pueden ser un indicador aproximado de la existencia de fraude electoral.

## Problemas
Como todos los sondeos de opinión, los sondeos a boca de urna por naturaleza incluyen un margen de error. Un famoso ejemplo de un error ocurrido en un sondeo a boca urna fue el ocurrido en las elecciones generales del Reino Unido de 1992, cuando dos encuestas predijeron que ningún partido tendría mayoría parlamentaria. La votación reveló que el gobierno del Partido Conservador de John Major mantuvo su posición, aunque con una mayoría significativamente reducida. 
En Perú, el flash electoral de los sondeos a boca de urna por parte de las encuestadoras Ipsos y GfK  en la segunda vuelta de las elecciones generales del 5 de junio de 2016 daban como ganador a Pedro Pablo Kuczynski con un 50.4% y 51.2%, respectivamente, sin embargo, la encuestadora CPI dio como ganadora a la candidata Keiko Fujimori con 51.2%, conforme se dieron los resultados oficiales del ente electoral nacional, Kuczynski obtuvo una victoria de 50.1%, diferente a la proyección de CPI.
En España un ejemplo fue el sondeo a pie de urna de las elecciones generales del 26 de junio de 2016 que pronosticó el sorpasso de Podemos al Partido Socialista. Según se fueron conociendo los avances del escrutinio, no se produjo tal adelantamiento y además se constató un incremento del voto al PP que había pasado desapercibido.
Un problema estadístico fundamental con los sondeos a boca de urna es el sesgo de selección. Las encuestas, aunque normalmente mucho más amplias que los sondeos de opinión regulares, utilizan una pequeña fracción de votantes. En una población heterogénea, una selección descuidada de la muestra puede inclinar los resultar hacia una dirección. Este peligro puede ser evitado si la organización del sondeo es suficientemente competente; sin embargo, hay problemas más inherentes a la naturaleza de los sondeos a boca de urna. Dado que los clientes (los medios de comunicación) quieren publicar los resultados tan pronto como hayan cerrado las urnas de votación, los sondeos deben cerrar una pocas horas antes. Por tanto, los electores que votaron más tarde no serán tomados en cuenta para nada en la muestra. 
Además, los votantes pueden estar o no dispuestos a participar en los sondeos a boca de urna, o más dispuestos o no a sabotear la encuesta proveyendo una información falsa, dependiendo de su tendencia política. Este error es conocido como no respuesta y sesgo de respuesta, respectivamente. Por otra parte, los electores pueden avergonzarse del voto emitido, por lo que mentirán al respecto en las encuestas.